# 13222 Ichikawakazuo
13222 Ichikawakazuo eller 1997 OV2 är en asteroid i huvudbältet som upptäcktes den 27 juli 1997 av den japanske amatörastronomen Tomimaru Okuni vid Nanyō-observatoriet. Den är uppkallad efter Kazuo Ichikawa.